# Ивановский, Николай Михайлович
Николай Михайлович Ивановский (16 февраля 1904 года, Витебск — 31 декабря 1943 года, погиб на 1-м Украинском фронте) — советский военный деятель, генерал-майор (17 января 1944 года; посмертно).

## Начальная биография
Николай Михайлович Ивановский родился 16 февраля 1904 года в городе Витебске (Белоруссия).

## Военная служба

### Гражданская война
В октябре 1917 года вступил рядовым бойцом в Тверской красногвардейский отряд и вскоре принимал участие в подавлении восстания в районе города Вышний Волочёк (Тверская губерния).
В июне 1918 года призван в ряды РККА и направлен в 1-й революционный Саратовский полк, в составе которого принимал участие в подавлении восстаний на территории Камышинского уезда и в Саратове, а затем — в боевых действиях против Чехословацкого корпуса под Самарой и войск под командованием А. И. Деникина на Южном фронте.
В августе 1919 года Ивановский был назначен на должность командира взвода в составе 140-го стрелкового полка (8-я армия), после чего принимал участие в ходе советско-польской войны.

### Межвоенное время
В июне 1921 года направлен на учёбу на 21-е Минские кавалерийские курсы. В 1922 году вступил в ряды РКП(б), а в декабре того же года был переведён в Объединённую военную школу имени ВЦИК, после окончания которой в сентябре 1924 года служил на должностях командира взвода, командира эскадрона в составе 59-го Подгайского кавалерийского полка (14-я кавалерийская дивизия, Московский военный округ), дислоцированного в городе Кирсанов. В период с сентября 1926 по июнь 1927 года обучался на Московских военно-политических курсах, после окончания которых вернулся в 14-ю кавалерийскую дивизию, где был назначен на должность командира и политрука эскадрона 55-го кавалерийского полка.
В августе 1928 года Ивановский был направлен на стажировку летнабом в 40-ю авиаэскадрилью ВВС, а в январе 1930 года — на учёбу 3-ю военную школу лётчиков и летнабов имени К. Е. Ворошилова в Оренбурге, после окончания которой в с октября того же года служил в составе 11-й кавалерийской дивизии на должностях командира кавалерийского взвода и командира взвода ПВО 45-го кавалерийского полка. В период с ноября 1931 по июнь 1932 года обучался на курсах усовершенствования командного состава зенитной артиллерии в Севастополе, а с февраля 1933 по июнь 1934 года — на штабном отделении Новочеркасских кавалерийских курсов усовершенствования командного состава, после окончания которых вернулся в 11-ю кавалерийскую дивизию и был назначен на должность помощника начальника штаба полка, в ноябре 1935 года — на должность начальника 5-й части штаба дивизии, а в мае 1936 года — на должность 1-го помощника начальника штаба 88-го кавалерийского полка.
С мая 1938 года Ивановский служил на должностях помощника начальника 1-й (оперативной) части, начальника штаба 12-й казачьей дивизии, а в ноябре того же года назначен на должность помощника начальника 1-го отдела штаба 3-го кавалерийского корпуса.
В июле 1939 года направлен на учёбу в Военную академию имени М. В. Фрунзе.

### Великая Отечественная война
С началом войны окончил академию и в декабре 1941 года был назначен на должность начальника оперативного отдела штаба 2-го воздушно-десантного корпуса, находившегося в городе Орджоникидзе (Северокавказский военный округ) и в мае 1942 года преобразованного в 32-ю гвардейскую стрелковую дивизию, где Ивановский был назначен на должность начальника штаба. Вскоре дивизия принимала участие в боевых действиях на Таманском полуострове Крыма, а затем — в Новороссийской оборонительной операции. В августе назначен на должность заместителя командира этой же дивизии, а в сентябре вместе с группой разведчиков выполнил задание в районе Хадыженская по изъятию бомбы ХАБ-200 и вскоре был назначен на должность командира 10-й отдельной стрелковой бригады, которая вскоре принимала участие в боевых действиях в ходе Армавиро-Майкопской и Туапсинской оборонительных, Краснодарской наступательной операций и освобождении Краснодара.
1 мая 1943 года полковник Н. М. Ивановский был назначен на должность командира 29-й стрелковой дивизии, которая формировалась в районе г. Россошь (Воронежская область), после завершения которой была включена в состав 47-й армии и принимала участие в боевых действиях в ходе Алексеевка, Помарный, Погореловка, а затем — в Белгородско-Харьковской наступательной операции. 25 августа дивизия должна была форсировать реку Псёл и овладеть городом Гадяч, однако в результате действий войск противника понесла значительные потери, а два полка попали в окружение, в связи с чем Ивановский 2 сентября был снят с занимаемой должности.
В период с 17 сентября по 19 октября временно исполнял должность командира 30-й стрелковой дивизии. 29 октября назначен на должность командира 206-й стрелковой дивизии, которая вскоре принимала участие в боевых действиях в ходе Киевских наступательной и оборонительной операций, а 26 декабря была передислоцирована на Букринский плацдарм, где заняла оборону длиной в 45 км. 31 декабря 1943 года в ходе рекогносцировки местности на переднем крае в полосе 722-го стрелкового полка полковник Николай Михайлович Ивановский погиб. Похоронен в городе Переяслав.

## Награды
- Орден Красного Знамени (23.09.1942);
- Орден Суворова 2 степени (26.12.1943);
- Орден Отечественной войны 1 степени;
- Юбилейная медаль «XX лет Рабоче-Крестьянской Красной Армии».